# Аудитор

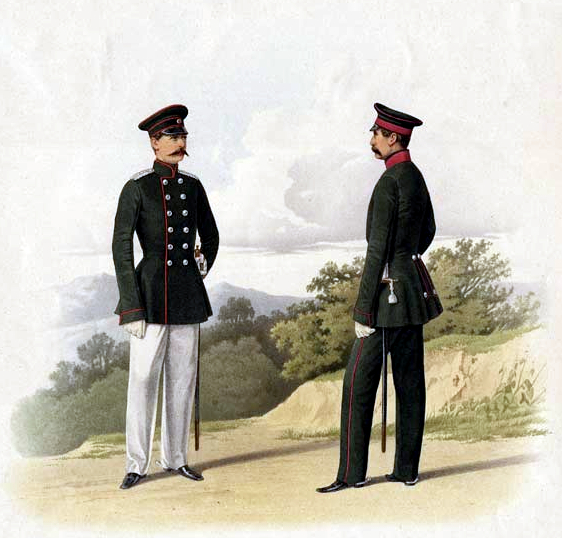
Пиратский К. К. — медик и аудитор, числящиеся в Армейских войсках, 1859 год.

Ауди́тор (лат. auditor — слушающий) — лицо, занимающееся аудитом (ревизией бухгалтерских книг, документов и отчётности) и консультационной деятельностью, связанной с наладкой бухгалтерского учёта.
Также — юридическая фирма, занимающаяся такой деятельностью (аудиторская компания).
Ранее в России имперского периода, аудитор — чин в вооружённых силах (ВС) и других органах государства. А Толковый словарь Даля, определяет аудитора как военного делопроизводителя и законника; чиновника для военного судопроизводства; письмоводителя и стряпчего, или секретаря и прокурора в одном лице, примерно соответствовал дознавателю и военному прокурору в ВС в советский период.

## История
В разный период времени и в различных государствах слово аудитор (auditor, auditeurs, авдитор) имело различное значение. Одним из ранних упоминаний аудиторов было свидетельство 1299 года об Аудиторе счётов Корпорации Лондонского Сити".
Считается, что профессия бухгалтера-аудитора появилась в европейских акционерных обществах в XIX веке. Возникновение такой профессии было ответом на спрос, который появился и заключался в необходимости появления объективной оценки отчётности акционерного общества и получении данных о финансовом положении дел. Такие сведения мог предоставить человек, который не зависел от организации. В XIX веке сразу в нескольких странах появились бухгалтеры-аудиторы, после выхода законов об обязательном аудировании. В Великобритании такой закон был принят в 1862 году, во Франции в 1867 году. А в США такой закон появился в 1937 году.
В 1880 году в Англии и Уэльсе был основан Институт присяжных бухгалтеров, в котором состояли 76 тысяч человек. Институт стал заниматься разработкой учётных и аудиторских стандартов.
Р. Монтгомери отмечал, что американские аудиторы три четверти своего времени занимаются подсчётами и составлением бухгалтерских книг. В 1917 году в Соединённых Штатах Америки вышло постановление об «Аудите балансов», который подготовил Американский институт дипломированных присяжных бухгалтеров.
В 1932 году в Германии был создан Институт аудиторов, который работал до 1941 года. В Дюссельдорфе после окончания Второй мировой войны был создан Институт аудиторов, в 1954 году получивший название Института аудиторов Германии. По состоянию на 2010 год в него входит 700 аудиторских организаций и 6000 аудиторов. Все аудиторы и компании, занимающиеся аудиторской деятельностью, должны обязательно быть членами Аудиторской палаты ФРГ.
Во Франции аудиторскую деятельность осуществляют Национальная компания комиссаров счетов и Палата экспертов-бухгалтеров.
В 1983 году появилась Аудиторская администрация в Китае. В это же время появились первые аудиторские фирмы.
Согласно постановлению 1992 года, в Италии аудиторской деятельностью могут заниматься только те, кто внесён в специальный именной реестр. Этот реестр контролирует Министерство юстиции. Для того, чтобы оказаться в этом реестре, аудиторы должны сдать экзамены по бухгалтерскому учёту, вычислительной технике, информатике и праву. Аудиторами могут стать те, кто имеет высшее образование экономической, юридической или коммерческой направленности, и как минимум три года практики.
В 1889 году, 1912 году и 1928 году были попытки создать в России институт аудита. Но они не дали никаких результатов.

## Россия

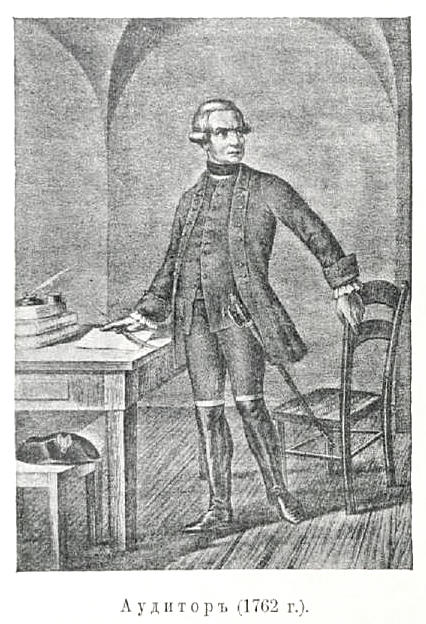
Аудитор, 1762.

### Военное дело
Ранее, в дореволюционной России так называли военного юриста, секретаря в военных судах, исполнявшего прокурорские обязанности.

 И таковых <своевольников> по воинскии правам и суду бес пощады .. наказывать. И учредить для того в тех войсках аудитера и гевальтигера.— Царь Пётр Алексеевич
Чин (должность-звание) аудитора, в России, введён царём Петром Алексеевичем, который в воинском уставе 1716 года, а позднее и в «Табели о рангах» к воинским чинам причислил и аудитора. В ЭСБЕ указано что это звание Пётр позаимствовал якобы в Польше, где оно обозначало судью, а затем лицо, присутствующее или участвующее в слушании акта, и позднее расследователя (следователя), это утверждение является спорным, так как Пётр Алексеевич обучался в Голландии, передовой, в тот период, стране мира а не в шляхетской республике. Аудиторы избирались из числа старших или младших прапорщиков ВС России. Если же из офицеров среднего звена, по какой либо причине, не могли сыскаться способные к данной воинской должности, то аудитором назначались военнослужащие из числа унтер-офицеров и вахмистров. Во главе всех аудиторов был поставлен, по воинскому уставу, генерал-аудитор, при котором в качестве помощников состояли генерал-аудитор-лейтенант и несколько обер-аудиторов. В походах генерал-аудитор сопровождал главнокомандующего армией и в случае переговоров об обмене пленных участвовал в их ведении и составлял нужные картели.
Основной задачей первых аудиторов в Российской империи было выявление злоупотреблений в обеспечении армии всем необходимым.
В 1797 году должности аудиторов были переименованы в статские чины. С проведением военно-судебной реформы в России в 1867 году, должность аудитора в ВС была упразднена.

### Образование
В XVII—XVIII веках так называли также учеников, выслушивающих уроки других и ставящих им оценки, в духовных училищах (и по их примеру в некоторых других гражданских заведениях) православной России. Встречается также их другое название — авдитор.

## Современность
В современный период России аудитор — должность в государственных и негосударственных организациях, в соответствии с законодательством.
В 1990-х годах стали возникать аудиторские объединения. В 1995 году появилась Аудиторская палата России. В 2001 году был впервые закреплён статус профессионального аудиторского объединения в Федеральном Законе «Об аудиторской деятельности». В 2002 году было создано Временное положение об аккредитации профессиональных аудиторских объединений.
В период 2014—2016 годов были приняты, изменены и дополнены некоторые нормативные и законодательные документы. В соответствии с ними, аудиторская деятельность может осуществляться на основе международных стандартов аудита.
Инвесторы, на основе аудиторских заключений решают, инвестировать ли им свои ресурсы в деятельность определённых субъектов или нет. Аудитор занимается деятельностью по объективной и независимой проверке бухгалтерского учёта и финансовой отчётности организации и предпринимателей.
Аудитор должен понимать, что он ответственен за оценку надёжности системы внутреннего контроля клиента. В процессе своей работы он может обнаружить нарушения, которые искажают содержание бухгалтерской отчётности. При помощи международных стандартов аудиторские организации могут более эффективно оценивать финансово-экономическое состояние организации.

### Условия деятельности
В соответствии с законодательством Российской Федерации — в России аудитором является физическое лицо, получившее квалификационный аттестат аудитора, являющееся членом одной из саморегулируемых организаций аудиторов и внесённое в реестр аудиторов и аудиторских организаций. С 2010 года, в связи с изменением российского законодательства об аудиторской деятельности обязанность аттестации и проведения квалификационных экзаменов возложена на Единую аттестационную комиссию.
В России аудитор вправе осуществлять деятельность лишь в рамках аудиторской фирмы либо в качестве индивидуального предпринимателя (ИП), являющихся действительными членами одной из действующих саморегулируемых организаций аудиторов. Аудиторские организации, индивидуальные аудиторы (индивидуальные предприниматели, осуществляющие аудиторскую деятельность) не вправе заниматься какой-либо иной предпринимательской деятельностью, кроме проведения аудита и оказания сопутствующих услуг, предусмотренных ст. 1 Федерального закона, от 30 декабря 2008 года, № 307-ФЗ «Об аудиторской деятельности».
Аудиторы регулярно проходят курсы повышения квалификации — это является одним из условий их сертификации как аудиторов. Помимо частных аудиторов, которые являются доверенными лицами и действуют в интересах собственника, существуют государственные (налоговые) аудиторы.

### Квалификация аудитора
По мнению Олега Гайгарова, квалифицированный аудитор должен обладать знаниями в следующих основных областях:
- структура и содержание бизнес-процессов;
- основы реинжиниринга;
- внутренний контроль;
- статистика;
- экономический анализ;
- корпоративное управление;
- риск-менеджмент;
- стратегическое бизнес-планирование и уметь их применять.

## Аудитор Счётной палаты Российской Федерации
Аудитор Счётной палаты Российской Федерации (СП РФ) — это должностное лицо, возглавляющее определённое направление деятельности Счётной палаты РФ, которое охватывает комплекс, группу или совокупность ряда доходных или расходных статей федерального бюджета, объединённых единством назначения.
В состав Счётной палаты входит 12 аудиторов, которые в соответствии с Конституцией РФ назначаются Советом Федерации и Государственной Думой по представлению Президента Российской Федерации. Верхняя и нижняя палаты Федерального собрания Российской Федерации назначают по 6 аудиторов сроком на 6 лет. При появлении вакантной должности аудитора она должна быть замещена в течение 2 месяцев.
В компетенцию аудитора СП РФ входит организация работы возглавляемого им направления деятельности Счётной палаты в соответствии с распределением обязанностей между аудиторами Счётной палаты, руководствуются Федеральным законом «О Счётной палате Российской Федерации» и Регламентом, в пределах своей компетенции самостоятельно решают все вопросы организации работы возглавляемых ими направлений деятельности и несут ответственность за её результаты.
См. также: Структура Счётной палаты Российской Федерации

## Германия
В Германии аудитор — это молодой юрист, в обязанностях которого было указано присутствовать при разборе судебных дел, но во время разбора права голоса он не имел.
В Германии выделяют три особенности, которые оказывают влияние на независимость аудиторов: незначительная ответственность, которую несут аудиторы за свою работу в соответствии с местным законодательством, нарушение независимости специалистов, если доход от консультирования составляет 30 % и ситуации, при которых аудиторские фирмы владеют акциями клиентов.

## Франция
В Императорской Франции (вторая империя), аудитор (auditeurs) — слушатель, выслушивающий, был обязан присутствовать на заседаниях государственного совета. В источнике указано что из их среды выходили административные чиновники высшего разряда Императорской Франции.

## Ватикан
При папском дворе в эпоху средневековья существовала должность аудитора Апостольского дворца. В начале XV столетия насчитывалось 18 аудиторов, позже их число менялось.